# Kärkesajva
Kärkesajva är en sjö i Gällivare kommun i Lappland och ingår i Kalixälvens huvudavrinningsområde. Sjön har en area på 0,698 kvadratkilometer och ligger 488 meter över havet. Kärkesajva ligger i Torne och Kalix älvsystem Natura 2000-område.

## Delavrinningsområde
Kärkesajva ingår i det delavrinningsområde (750199-168705) som SMHI kallar för Mynnar i 750164-168530. Medelhöjden är 498 meter över havet och ytan är 6,49 kvadratkilometer. Det finns inga avrinningsområden uppströms utan avrinningsområdet är högsta punkten. Vattendraget som avvattnar avrinningsområdet har biflödesordning 3, vilket innebär att vattnet flödar genom totalt 3 vattendrag innan det når havet efter 328 kilometer. Avrinningsområdet består mestadels av skog (57 procent) och sankmarker (29 procent). Avrinningsområdet har 0,86 kvadratkilometer vattenytor vilket ger det en sjöprocent på 13,2 procent.